# Lesbiini
Lesbiini – plemię ptaków z podrodziny paziaków (Lesbiinae) w obrębie rodziny kolibrowatych (Trochilidae).

## Zasięg występowania
Plemię obejmuje gatunki występujące w Ameryce.

## Systematyka
Do plemienia należą następujące rodzaje:
- Sephanoides G.R. Gray, 1840
- Discosura Bonaparte, 1850
- Lophornis Lesson, 1829
- Phlogophilus Gould, 1860
- Heliangelus Gould, 1848
- Adelomyia Bonaparte, 1854 – jedynym przedstawicielem jest Adelomyia melanogenys (Fraser, 1840) – płowik
- Taphrolesbia Simon, 1918 – jedynym przedstawicielem jest Taphrolesbia griseiventris (Taczanowski, 1883) – komecik szarobrzuchy
- Aglaiocercus J.T. Zimmer, 1930
- Sappho Reichenbach, 1849 – jedynym przedstawicielem jest Sappho sparganurus (Shaw, 1812) – safo
- Ramphomicron Bonaparte, 1850
- Lesbia Lesson, 1833
- Oreotrochilus Gould, 1847
- Polyonymus F. Heine Sr., 1863 – jedynym przedstawicielem jest Polyonymus caroli (Bourcier, 1847) – górokomecik
- Opisthoprora Cabani & F. Heine Sr., 1860 – jedynym przedstawicielem jest Opisthoprora euryptera (Loddiges, 1832) – szablodziobek
- Chalcostigma Reichenbach, 1854
- Oreonympha Gould, 1869 – jedynym przedstawicielem jest Oreonympha nobilis Gould, 1869 – góralik
- Oxypogon Gould, 1848
- Metallura Gould, 1847